# تسرع القلب البطيني الكاتيكولاميني متعدد الأشكال
تسرع القلب البطيني الكاتيكولاميني متعدد الأشكال (بالإنجليزية: Catecholaminergic polymorphic ventricular tachycardia)‏
أو تسرع القلب البطيني العائلي متعدد الأشكال (بالإنجليزية: familial polymorphic ventricular tachycardia)‏ هو اضطراب يتميز بإيقاع غير منظم للقلب. ويُعتقد أنه يؤثر على ما يصل إلى واحد كل عشرة آلاف شخص، ويسبب 15٪ من جميع الوفيات القلبية المفاجئة غير المبررة في الشباب.
عُرف المرض لأول مرة في عام 1975، ويرجع سببه إلى الطفرات في الجينات ترميز قنوات الكالسيوم أو البروتينات المتعلقة بهذه القنوات. حيث تشارك هذه البروتينات في تنظيم تدفق أيونات الكالسيوم داخل وخارج الشبكة الساركوبلازمية لخلايا القلب، ويتسبب ذلك في انخفاض الاستقرار الكهربائي لخلايا العضلة القلبية ن الأمر الذي قد يتسبب في دخول القلب في حالة مهددة للحياة من عدم الانتظام البطيني لضربات القلب، ردا على الإفراز الطبيعي للكاتيكولامينات من النهايات العصبية الموجودة في القلب، وكذلك من الغدد الكظرية، مما يمنع القلب من ضخ الدم بشكل مناسب. وقد تنتهي هذه الحالة بشكل تلقائي أو تتحول إلى الرجفان البطيني، الذي يتسبب في الموت المفاجئ إلا إذا تم تطبيق الإنعاش القلبي الرئوي الفوري.

## العلامات والأعراض
رغم أن المصابين بتسرع القلب البطيني الكاتيكولاميني متعدد الأشكال قد لا يعانون من أي أعراض، تشمل الأعراض الشائعة المبلغ عنها الغشيان أو فقدان الوعي المفاجئ، والذي يشار إليه باسم الإغماء. غالبًا ما يحدث هذا الغشيان أثناء ممارسة الرياضة أو كرد فعل على الإجهاد العاطفي—أي الحالات التي تتحرر فيها نواقل كيميائية تعرف باسم الكاتيكولامينات، مثل الأدرينالين، داخل الجسم. قد يُساء تفسير حالات الغشيان واعتبار أنها ناجمة عن إغماء بسيط أو صرع، ما يؤدي غالبًا إلى تأخير الوصول إلى التشخيص الصحيح. لدى ثلث المصابين، قد يكون أول مظهر للمرض هو السكتة القلبية، التي تسبب موتًا مفاجئًا. يمكن أن يحدث هذا لدى الأطفال الصغار جدًا، ويتظاهر بمتلازمة موت الرضيع المفاجئ أو «موت المهد». يكون لدى نحو 30% من المصابين بهذا المرض تاريخ عائلي من حالات الإغماء أو النوبات أو الموت المفاجئ استجابةً للتمرين أو الإجهاد والتي أصابت أحد أفراد عائلاتهم.
بالنسبة لمن يعانون من تسرع القلب البطيني الكاتيكولاميني متعدد الأشكال، يمكن أن يؤدي تحرر الكاتيكولامين إلى عدم انتظام ضربات القلب أو اضطراب نظم القلب المعروف باسم تسرع القلب البطيني. قد يتخذ تسرع القلب البطيني شكلاً مميزًا يُعرف باسم تسرع القلب البطيني ثنائي الاتجاه. نادرًا ما يحدث هذا النوع من تسرع القلب البطيني، ولكن إذا شوهد، فهو يشير إلى التشخيص الأساسي لتسرع القلب البطيني الكاتيكولاميني متعدد الأشكال أو متلازمة أندرسن-طويل. في بعض الحالات، ينتهي اضطراب نظم القلب البطيني من تلقاء نفسه، ما يسبب حالة غشيان يتعافى المريض بعدها. مع ذلك، إذا استمرت حالة اضطراب نظم القلب، يمكن أن تتدهور إلى حالة أكثر خطورة تُعرف بالرجفان البطيني، الذي قد يسبب السكتة القلبية والموت المفاجئ إذا لم يعالَج.
عادةً ما يكون هناك عدد قليل جدًا من العلامات غير الطبيعية في الفحص السريري للأشخاص الذين يعانون من تسرع القلب البطيني الكاتيكولاميني متعدد الأشكال. مع ذلك، قد يصاب المرضى باضطراب نظم قلبي أقل خطورة يسمى الرجفان الأذيني، والذي يمكن كشفه عند الفحص على أنه نبض غير منتظم. بالإضافة إلى ذلك، يكون لدى نحو 20% من المصابين بتسرع القلب البطيني الكاتيكولاميني متعدد الأشكال معدل ضربات قلب بطيء أثناء الراحة يُعرف باسم بطء القلب الجيبي.

## السبب
يمكن أن يحدث تسرع القلب البطيني الكاتيكولاميني متعدد الأشكال بسبب طفرات في العديد من الجينات، جميعها مسؤولة عن تنظيم تراكيز الكالسيوم داخل خلايا عضلة القلب. الطفرة الجينية الأكثر شيوعًا في هذا المرض هي طفرة في جين مستقبل الريانودين 2 الذي يرمز لمستقبلات الريانودين القلبية، المسؤولة عن تحرر الكالسيوم من الشبكة الهيولية العضلية. اكتُشفت طفرات مرتبطة بتسرع القلب البطيني الكاتيكولاميني متعدد الأشكال أيضًا في جين كالسيكويسترين 2 الذي يرمز لبروتين كالسيكويسترين، وهو بروتين يربط الكالسيوم داخل الشبكة الهيولية العضلية. تشمل الجينات الأخرى المرتبطة بتسرع القلب البطيني الكاتيكولاميني متعدد الأشكال جين تي إي سي آر إل الذي يرمز للبروتين الشبيه بترانس-3،2-إينويل-كوإنزيم ريدوكتاز، وسي إيه إل إم 1 الذي يرمز لبروتين كالموديولين، وجين تي آر دي إن الذي يرمز لبروتين التريادين.

## التشخيص
قد يصعب تشخيص تسرع القلب البطيني الكاتيكولاميني متعدد الأشكال لأن بنية القلب تبدو طبيعية لدى المصابين بالمرض عند تقييمه باستخدام تخطيط صدى القلب أو فحص القلب بالرنين المغناطيسي أو التصوير المقطعي المحوسب للقلب، وتبدو الوظيفة الكهربائية للقلب طبيعية أيضًا في حالة الراحة عند تقييمها باستخدام جهاز تخطيط القلب الكهربائي ذي 12 اتجاهًا. مع ذلك، يمكن ملاحظة اضطرابات نظم قلبية مثل تسرع القلب البطيني ثنائي الاتجاه أو التقلصات البطينية المُنتبِذة المتكررة متعددة الأشكال، استجابةً للتمارين الرياضية أو لتحرر الكاتيكولامينات مثل الأدرينالين.

## العلاج
تهدف علاجات تسرع القلب البطيني الكاتيكولاميني متعدد الأشكال إلى منع حدوث اضطرابات النظم القلبية المميتة، واستعادة الإيقاع الطبيعي بسرعة في حالة حدوثها. نظرًا لأن عدم انتظام ضربات القلب يحدث عمومًا في الأوقات التي يتعرض فيها القلب لمستويات عالية من الأدرينالين أو أي ناقل كيميائي مشابه (كاتيكولامين)، تهدف أغلب علاجات هذا المرض إلى خفض مستويات الكاتيكولامينات التي يتعرض لها القلب أو إلى منع تأثيرها على القلب.
يتضمن الخط الأول للعلاج نصائح حول نمط الحياة. هذا يشمل تجنب الرياضات التنافسية، والتمارين الشاقة للغاية، والبيئات المجهدة للغاية، لأنها قد تسبب ارتفاع مستويات الأدرينالين، ما يؤدي إلى اضطرابات نظم قلبية.

### العلاج الدوائي
يمكن أن تكون العديد من الأدوية مفيدة لمرضى تسرع القلب البطيني الكاتيكولاميني متعدد الأشكال. تشمل الدعائم الأساسية للعلاج حاصرات بيتا، التي تمنع تأثير الأدرينالين وغيره من الكاتيكولامينات على القلب، ما يقلل من فرصة حدوث اضطرابات نظم. من بين جميع حاصرات بيتا، قد يكون نادولول هو الأكثر فعالية في علاج المرض. يخفض هذا الدواء من معدل ضربات القلب إلى حد أكبر من حاصرات بيتا الأخرى ويحتاج المريض إلى تناوله مرة واحدة يوميًا فقط، ما يقلل من خطر تفويت الجرعات. قد يكون من الصعب الحصول على نادولول وهو غير متوفر في جميع البلدان، ويوجد حاصر بيتا آخبر بديل مناسب للاستخدام في هذه الحالة، هو بروبرانولول.
فليكاينيد هو دواء مضاد لاضطراب النظم من الفئة جي1 موصى به لمرضى تسرع القلب البطيني الكاتيكولاميني متعدد الأشكال الذين يعانون من اضطرابات نظم قلبية رغم تناول حاصرات بيتا. يقلل فليكاينيد من مخاطر اضطرابات النظم لدى المصابين بالمرض، ولكن ما تزال آلية عمله غير واضحة. اقترح بعض العلماء أن فليكاينيد يؤتبط بشكل مباشر مع مستقبلات الريانودين القلبية، التي تكون غير طبيعية لدى أغلب مرضى تسرع القلب البطيني الكاتيكولاميني متعدد الأشكال، بينما يشير البعض الآخر إلى أن التأثيرات المضادة لاضطراب النظم لفليكاينيد تعتمد كليًا على حصر قناة الصوديوم.
فيراباميل هو حاصر لقنوات الكالسيوم، قد يقلل من خطر اضطرابات نظم القلب لدى مرضى تسرع القلب البطيني الكاتيكولاميني متعدد الأشكال، عندما يؤخذ مع حاصرات بيتا. يمكن استخدام بروبافينون، وهو مضاد آخر لاضطراب النظم قد يقلل من خطر اضطرابات نظم القلب، ربما بتأثيره المباشر على مستقبلات الريانودين.

## الإنذار
تعاني نسبة كبيرة من المصابين بتسرع القلب البطيني الكاتيكولاميني متعدد الأشكال من اضطرابات نظم قلبية مهددة للحياة، وتقدر نسبة هذه المخاطر ب13-20% على مدى 7-8 سنوات. من المرجح أن تحدث اضطرابات نظم قلبية مهددة للحياة إذا شُخص المرض في مرحلة الطفولة، وإذا كان المصاب لا يأخذ حاصرات بيتا، وإذا حدثت اضطرابات نظم قلبية في اختبار الجهد رغم العلاج بحاصرات بيتا.

## علم الأوبئة
يُقدر أن تسرع القلب البطيني الكاتيكولاميني متعدد الأشكال يصيب 1 من كل 10,000 شخص. عادةً ما تظهر أعراضه لأول مرة في العقد الأول أو الثاني من العمر، ويعاني أكثر من 60% من المصابين من النوبة الأولى من الإغماء أو السكتة القلبية في سن العشرين. مع ذلك، قد تبدأ الأعراض لدى عدد قليل من المرضى في وقت لاحق من الحياة، وغالبًا ما تفشل الاختبارات الجينية في تحديد الجين المسبب لدى هؤلاء المرضى.